# Canes
|  | Per a altres significats, vegeu «Canes (desambiguació)». |

Canes (en occità Canas i antigament Cànoas; en francès Cannes) és un municipi francès situat al departament dels Alps Marítims i a la regió de Provença – Alps – Costa Blava.

## Orografia
Les muntanyes d'Esterel, que l'arreceren dels vents freds del nord-oest, temperen el clima de la ciutat.

## Demografia
| Evolució de la població |       |       |       |       |       |       |       |       |
| 1793                    | 1800  | 1806  | 1821  | 1831  | 1836  | 1841  | 1846  | 1851  |
| 2.626                   | 2.896 | 2.804 | 3.982 | 3.994 | 3.997 | 3.381 | 4.720 | 5.557 |

| 1856  | 1861  | 1866  | 1872   | 1876   | 1881   | 1886   | 1891   | 1896   |
| ----- | ----- | ----- | ------ | ------ | ------ | ------ | ------ | ------ |
| 5.860 | 7.557 | 9.618 | 10.144 | 14.022 | 19.385 | 19.959 | 19.983 | 22.959 |

| 1901   | 1906   | 1911   | 1921   | 1926   | 1931   | 1936   | 1946   | 1954   |
| ------ | ------ | ------ | ------ | ------ | ------ | ------ | ------ | ------ |
| 30.420 | 29.365 | 29.656 | 30.907 | 42.427 | 47.259 | 49.032 | 45.548 | 50.192 |

| 1962   | 1968   | 1975   | 1982   | 1990   | 1999   | 2006 | 2011 | 2016 |
| ------ | ------ | ------ | ------ | ------ | ------ | ---- | ---- | ---- |
| 58.079 | 67.187 | 70.527 | 72.259 | 68.676 | 67.406 | -    | -    | -    |

| 2019 | - | - | - | - | - | - | - | - |
| ---- | - | - | - | - | - | - | - | - |
| -    | - | - | - | - | - | - | - | - |

## Economia
És una important estació turística durant l'estiu, època de l'any en què duplica la població, i és una de les estacions balneàries més importants de França. El Boulevard du Midi i el passeig de la Croisette, que voreja el golf de la Napoule, en són els principals centres d'esbarjo. El port és principalment esportiu. Modernament s'hi han establert nuclis suburbans industrials (acer, construccions aeronàutiques i navals, fàbriques tèxtils).

## Història
El 1636 les illes de Santa Margarida i Honorat foren ocupades per l'estol espanyol de García Álvarez de Toledo y Mendoza.

## Administració
| Període                              | Identitat                | Partit      | Qualitat                   |
| ------------------------------------ | ------------------------ | ----------- | -------------------------- |
| 1953-1959                            | Pierre Nouveau           |             |                            |
| 1959-1968                            | Bernard Cornut-Gentille  | independent |                            |
| 1968-1971                            | André Vouillon           |             |                            |
| 1971-1978                            | Bernard Cornut-Gentille  | independent |                            |
| 1978-1983                            | Georges-Charles Ladevèze | -           |                            |
| 1983-1989                            | Anne-Marie Dupuy         | RPR-UDF     |                            |
| 1989-1997                            | Michel Mouillot          | UDF         |                            |
| 1997-2001                            | Maurice Delauney         | RPR         |                            |
| 2001-2014                            | Bernard Brochand         | UMP         | Diputat dels Alps Marítims |
| 2014-                                | David Lisnard            | LR          |                            |
| Les dades anteriors no són conegudes |                          |             |                            |

## Cultura
Des de l'any 1939 s'hi celebra anualment el Festival de Cinema de Canes, considerat el més important d'Europa i un dels més importants del món.

## Agermanaments
- Acapulco
- Budapest
- Florència
- Beverly Hills
- Gstaad
- Kensington i Chelsea
- Torí
- Tel-Aviv
- Shizuoka
- Sanya

## Galeria

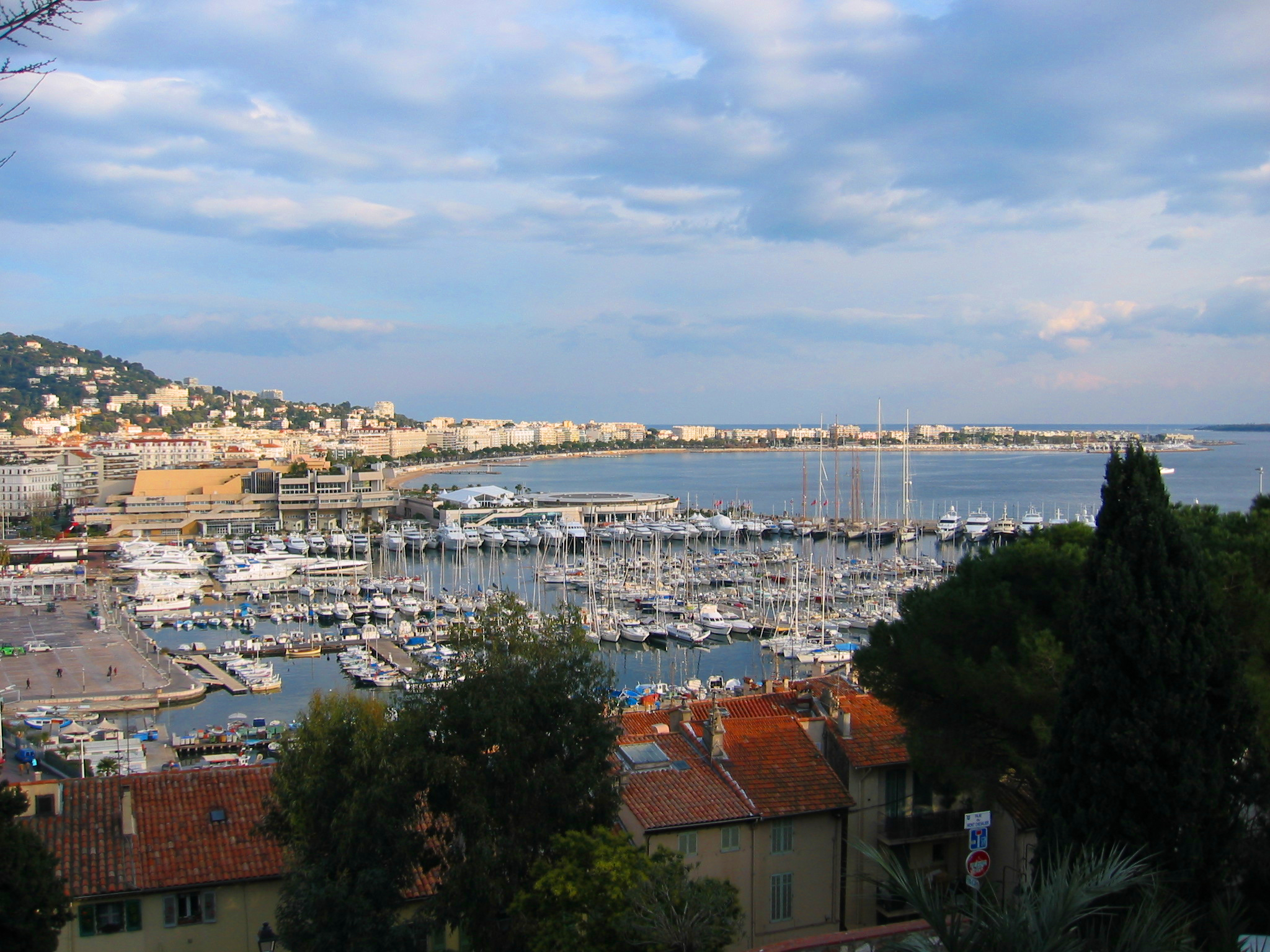
Canes vist des de Castre
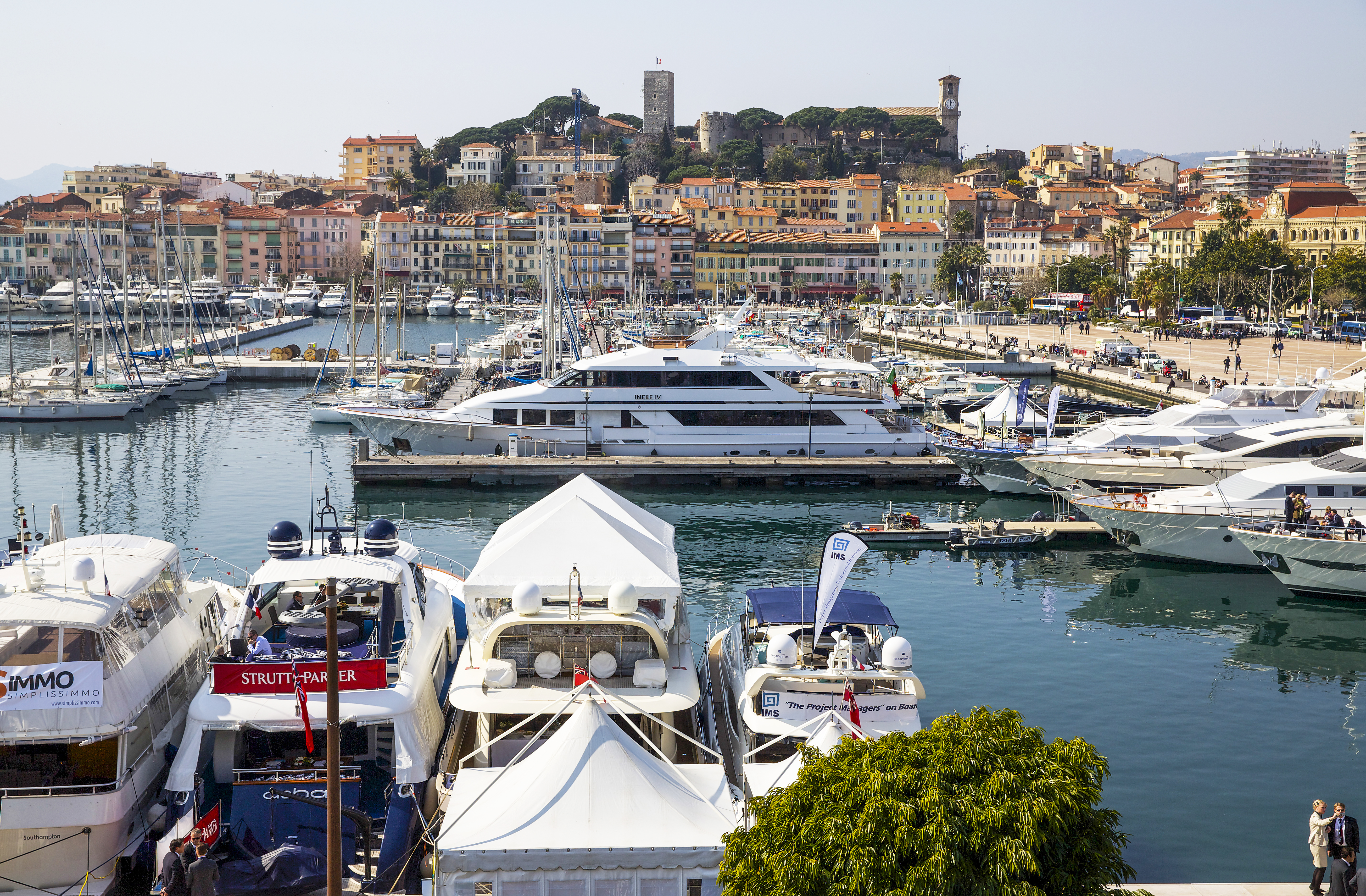
Port de Canes i el castell
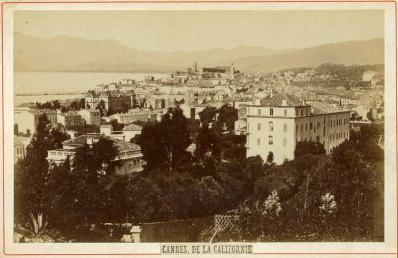
Canes via de la Californie vers 1910
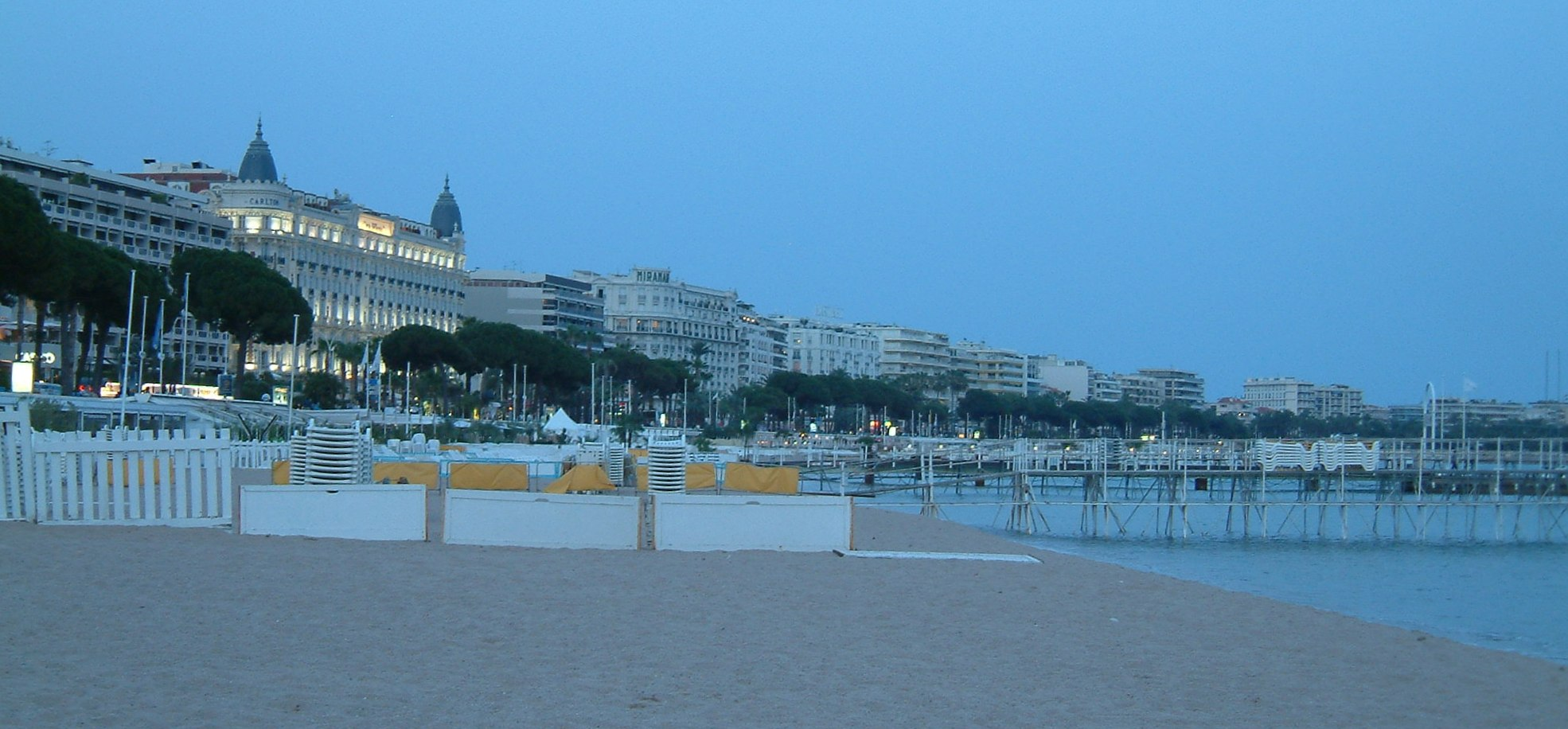
La Croisette